# Harish Monorath
Harish Satyajit Monorath (2 mei 1981) is een Surinaams advocaat, onderwijzer en politicus. Hij was van 2010 tot 2015 lid van De Nationale Assemblée. Hij was deken van de Orde van Advocaten. Sinds 2025 is hij minister van Justitie en Politie.

## Biografie

### Studie en achtergrond
Harish Monorath werd in 1981 geboren. Hij studeerde Rechten aan Anton de Kom Universiteit van Suriname (AdeK) en nam tijdens zijn studie plaats in de studentencommissie. In 2004 richtte hij Adekstuds op, omdat hij vond dat er meer voor studenten gedaan moest worden. De studentenvereniging groeide tot meer dan zevenhonderd leden. Hij was een van de eerste Surinaamse jeugdambassadeurs bij de Caricom.

### Advocatuur
Sinds zijn studie werkte hij als advocaat. Daarnaast was hij docent aan de Hogeschool voor Bedrijfswetenschappen. In de jaren 2010 diende hij de volle twee periodes uit als deken van de Orde van Advocaten. Zijn vrouw, Harish Monorath, volgde hem in 2019 in deze rol op.

### Politiek
Sinds de oprichting in 2003 is hij lid van de politieke partij Nieuw Suriname (NS). In 2009 werd hij verkozen tot een van de ondervoorzitters. NS deed tijdens de verkiezingen van 2010 mee op de lijst van de Megacombinatie, waarop Monorath plaats 3 verkreeg voor Paramaribo. Hij trad vervolgens aan als jongste lid van De Nationale Assemblée.
Vanaf het begin had de partij te kampen met interne verdeeldheid, waardoor in augustus 2010 bij de verdeling van ministersposten die van Handel en Industrie aan de NS voorbijging. Ook raakte de partij verscheurd door de twist tussen de groep-Lachman vs. groep-Nasibdar, die in oktober 2010 werd beslecht en in februari 2011 weer oplaaide, met de nodige verstoring in de regeringscoalitie tot gevolg. Om de meningsverschillen te beslechten werd in 2011 meermaals een stap naar de rechter gezet.
In aanloop naar de stemming van de verruiming van Amnestiewet, die onder meer president en oud-legerleider Desi Bouterse had moeten beschermen tegen rechtsvervolging voor zijn aandeel in de Decembermoorden van 1982, kwam de verdeeldheid van de partij opnieuw naar boven. Partijleider John Nasibdar wilde dat NS voor de wet zou stemmen en Monorath en mede-NS-parlementslid Prem Lachman waren tegen de wet. Beide parlementsleden stemden uiteindelijk tegen, wat door Bouterse bestraft werd met de verwijdering van NS uit de regeringscoalitie. Monorath werd in juli 2012 uit zijn voorzitterschap van de commissie Handel en Industrie gezet, waarna ook Lachman zijn voorzittershamer voor Volksgezondheid neerlegde.
Monorath en Lachman hadden aanvankelijk het plan om mee te doen op de ABOP-lijst van de Alternatieve Combinatie aan de verkiezingen van 2015. Twee maanden voor de verkiezingen brak Lachman echter met Monorath en ging verder met de NDP. Monorath was wel verkiesbaar voor de ABOP. Geen van beide werd herkozen in DNA. In 2020 kandideerde hij zich tevergeefs voor de ABOP-lijst in Paramaribo.
Op 16 juli 2025 trad hij aan als minister van Justitie en Politie in het kabinet Simons.